# Волочисский район
Волочи́сский райо́н (укр. Волочиський район) — упразднённая административная единица на западе Хмельницкой области Украины. Административный центр — город Волочиск.
Основные реки — Южный Буг, Збруч, Случь.
Район граничил на севере с Теофипольским районом, на северо-востоке — с Красиловским районом, на востоке — с Хмельницким районом, на юге — с Городокским районом, на западе — с Подволочисским районом Тернопольской областью.

## История
Образован в марте 1923 года, на 15 октября 1925 года в Проскуровском округе, центр района — м. Фридриховка. С 27 февраля 1932 года — в Винницкой области, с 22 сентября 1937 года — в Каменец-Подольской. После войны (на 1 сентября 1946 года) Фридриховка — это восточная часть села Волочиск, которое в 1956 году преобразовано в посёлок городского типа и в город — 9 октября 1970 года.
23 сентября 1959 года к Волочисскому району были присоединены части территорий упразднённых Базалийского и Сатановского районов.
17 июля 2020 года в результате административно-территориальной реформы район был упразднён, его территория вошла в состав Хмельницкого района.

## Демография
Население района составляет 49 595 человек (данные 2019 года), в том числе в городских условиях проживают 21 158 человек, в сельских — 28 437 человек.

## Населённые пункты
Список населённых пунктов района находится внизу страницы

## Известные уроженцы
Герций Юрий Викторович — российский государственный деятель, руководитель Федеральной службы по труду и занятости России (Роструд) в 2008—2013 годах.

## Достопримечательности
В с. Тарноруда находится дворец Мордвинова — теперь школа. Также есть два католических костёла, один из которых вначале был деревянным, построенным в 1355—1365 годах). В 1643 году на месте деревянного Екатерина Сенявская возвела каменный храм, в котором находился Чудотворный образ, но в 1773 году его вывезли в Польшу, а затем в Германию. В костёле хранится копия этого образа.
В Волочиске поставлен памятник уральским танкистам, которые освободили город 6 марта 1944 года.